# 丹生駅
丹生駅（にぶえき）は、香川県東かがわ市土居にある四国旅客鉄道（JR四国）高徳線の駅である。駅番号はT13。

## 歴史

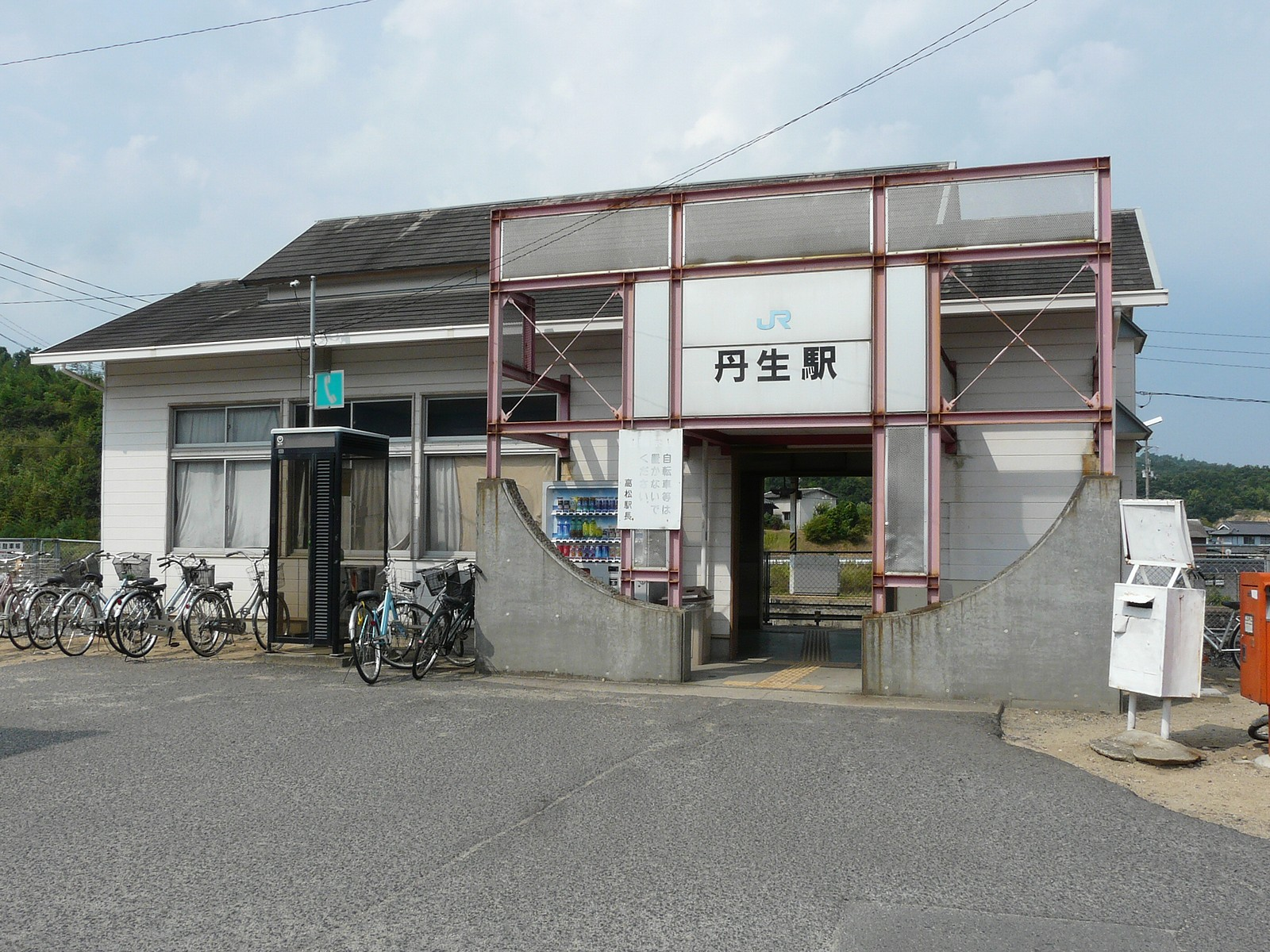
旧駅舎（2007年7月）

- 1928年（昭和3年）4月15日：鉄道省高徳線の駅として開業[2]。
- 1935年（昭和10年）3月20日：路線名改正により、高徳本線の駅となる。
- 1970年（昭和45年）6月1日：貨物取扱廃止[2]。
- 1972年（昭和47年）10月1日：荷物扱い廃止[2]。
- 1979年（昭和54年）3月1日：駅員無配置駅となる[3]。
- 1987年（昭和62年）4月1日：国鉄分割民営化によりJR四国の駅となる[2]。
- 1988年（昭和63年）6月1日：路線名改正により、高徳線の駅となる。

## 駅構造
島式ホーム1面2線を有する地上駅。2番のりばが直線となる一線スルーの構造である。駅舎とホームは跨線橋で接続している。無人駅となっている。

### のりば
| のりば | 路線    | 方向 | 行先                   |
| ------ | ------- | ---- | ---------------------- |
| 1・2   | ■高徳線 | 上り | 志度・高松方面         |
| 1・2   | ■高徳線 | 下り | 三本松・引田・徳島方面 |

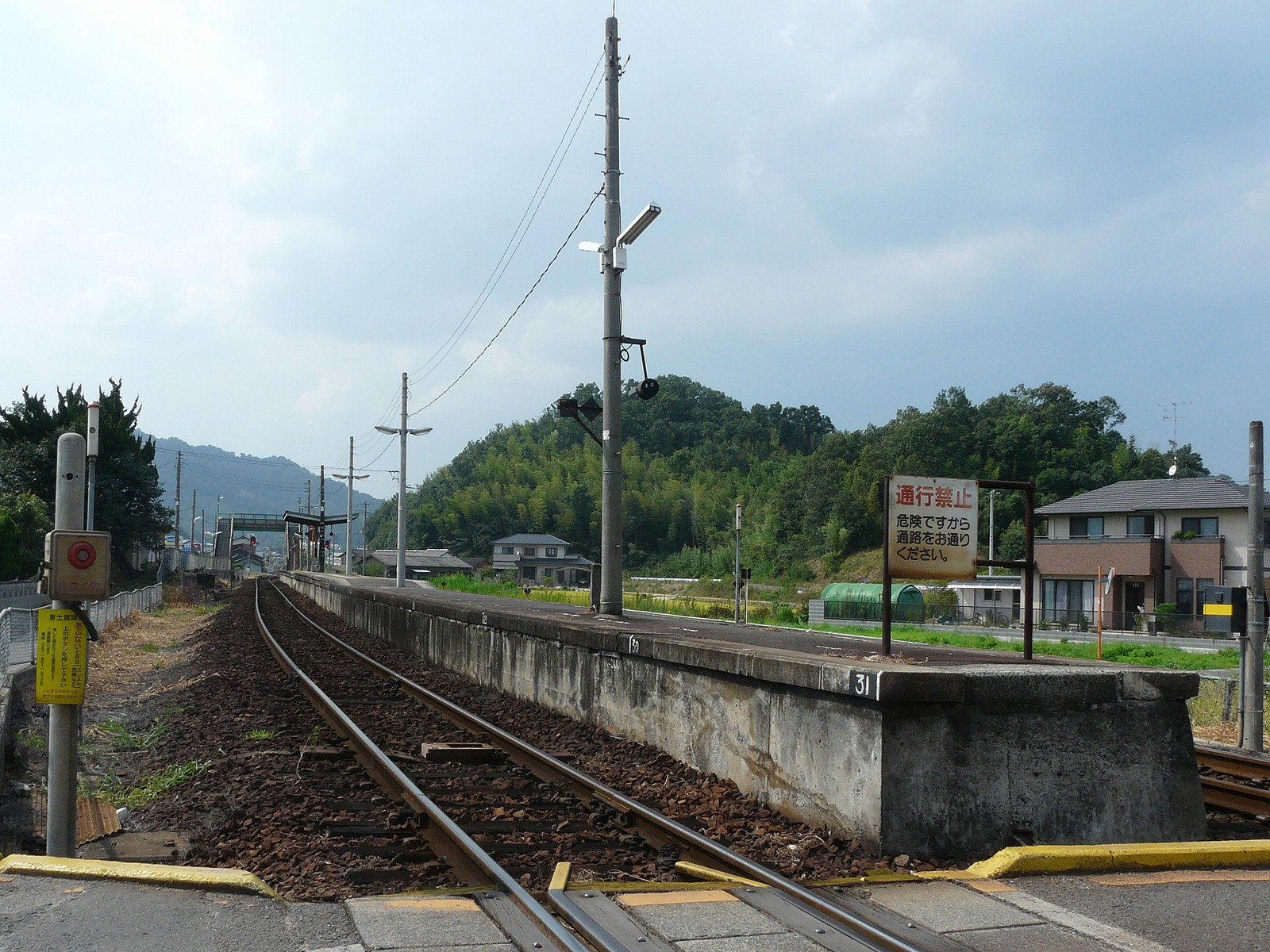
ホーム（2007年7月）

## 利用状況
1日平均の乗車人員は以下の通り。
| 乗車人員推移 | 乗車人員推移 |
| 年度         | 1日平均人数  |
| ------------ | ------------ |
| 2008         | 155          |
| 2009         | 150          |
| 2010         | 138          |
| 2011         | 156          |
| 2012         | 154          |
| 2013         | 148          |
| 2014         | 135          |

## 駅周辺
- 東かがわ警察署町田駐在所
- 大川広域消防本部・東消防署
- 香川県農業協同組合（JA香川県）大内丹生支店
- 大内郵便局
- 丹生コミュニティセンター
- 丹生こども園
- 国道11号（大内白鳥バイパス、現道）
- 香川県道10号高松長尾大内線
- 香川県道131号丹生停車場線
- 讃岐街道
- 大川バス「丹生」停留所 - 香川県道10号線沿い

## 隣の駅
四国旅客鉄道（JR四国）
■高徳線
■普通
鶴羽駅 (T14) - 丹生駅 (T13) - 三本松駅 (T12)